# Anyphops stauntoni
Anyphops stauntoni är en spindelart som först beskrevs av Pocock 1902.  Anyphops stauntoni ingår i släktet Anyphops och familjen Selenopidae. Inga underarter finns listade i Catalogue of Life.